# Рожинськ
Рожинськ (пол. Rożyńsk, нім. Rosinsko) — село в Польщі, у гміні Елк Елцького повіту Вармінсько-Мазурського воєводства.
Населення — 430 осіб (2011).
У 1975-1998 роках село належало до Сувальського воєводства.

## Демографія
Демографічна структура станом на 31 березня 2011 року:
|          | Загалом | Допрацездатний вік | Працездатний вік | Постпрацездатний вік |
| -------- | ------- | ------------------ | ---------------- | -------------------- |
| Чоловіки | 211     | 43                 | 147              | 21                   |
| Жінки    | 219     | 44                 | 131              | 44                   |
| Разом    | 430     | 87                 | 278              | 65                   |